# Jim Fall
James Fall, né le 13 décembre 1962, est un réalisateur et producteur de films et de télévision américain. Il est principalement connu en tant que réalisateur de Trick (1999) et The Lizzie McGuire Movie (2003).

## Carrière
Le premier film de Fall en tant que réalisateur est le film indépendant sur le thème gay de 1999 Trick,,,, qui est repris pour une distribution nord-américaine par Fine Line Features peu après sa projection au Sundance Film Festival, où il est nommé pour le Grand Prix du Jury,. Le film remporte également le Siegessäule Special Jury Teddy Award au Festival international du film de Berlin, et le Outfest 's Special Programming Committee Award for Outstanding Emerging Talent.
En 2003, Fall réalise le film The Lizzie McGuire de Disney,,. Il réalise ensuite plusieurs téléfilms, dont Wedding Wars (2006), et les films sur le thème des vacances Holiday Engagement (2011), Holly's Holiday (2012) et Kristin's Christmas Past (2013),. Les courts métrages primés de Fall, He Touched Me et Love is Deaf, Dumb and Blind, ont été diffusés sur USA Network et Nickelodeon.
En 2018, Fall tourne Trick 2, une suite de Trick qu'il a écrite et qu'il dirige.
Pour la télévision, il tourne des épisodes de Grosse Pointe (2000) et So NoTORIous (2006),. Il a également une carrière au théâtre, dirigeant un certain nombre de productions scéniques à New York.
Fall est un ancien élève de l'université Temple et de la Tisch School of the Arts de l'université de New York.

## Vie privée
James Fall est ouvertement gay. En 2006, il épouse son petit ami de l'époque sur le tournage de Wedding Wars à Halifax, en Nouvelle-Écosse.

## Filmographie
| Année        | Titre                       | Remarques                                            |
| ------------ | --------------------------- | ---------------------------------------------------- |
| 1999         | Trick,                      | Film indépendant                                     |
| 2000         | Grosse Pointe               | Série TV/Épisode : « Puppet Master »                 |
| 2000         | Damaged Goods               | Pilote de série télévisée                            |
| 2003         | Le film de Lizzie McGuire,  | Long métrage                                         |
| 2006         | So NoTORIous                | Séries TV/Épisodes : « Street » et « Accommodating » |
| 2006         | Wedding Wars,               | téléfilm                                             |
| 2011         | Holiday Engagement          | téléfilm                                             |
| 2012         | Holly's Holliday            | téléfilm                                             |
| 2013         | Le passé de Noël de Kristin | téléfilm                                             |
| À déterminer | Trick 2,                    | Long métrage                                         |